# Janet Margolin
Janet Margolin, född 25 juli 1943 i New York i delstaten New York, död 17 december 1993 i Los Angeles i Kalifornien, var en amerikansk skådespelare.

## Filmografi i urval
- 1962 – David och Lisa
- 1965 – Mannen från Nasaret
- 1965 – Sabotören
- 1966 – Nevada Smith
- 1968 – Tack för senast, Mrs Campbell
- 1969 – Ta pengarna och stick!
- 1977 – Annie Hall
- 1979 – Mordängeln
- 1989 – Ghostbusters II